# Yusuke Murakami
Pour les articles homonymes, voir Murakami.
Yusuke Murakami (村上 佑介, Murakami Yusuke) est un footballeur japonais né le 27 avril 1984. Il évolue au poste d’arrière droit.

## Biographie
Yusuke Murakami commence sa carrière professionnelle au Kashiwa Reysol. Il est sacré champion du Japon en 2011 avec ce club. 
La même année, afin d'avoir plus de temps de jeu, il se voit transféré en cours de saison à l'Albirex Niigata.

## Palmarès
- Champion du Japon en 2011 avec le Kashiwa Reysol
- Champion du Japon de D2 en 2010 avec le Kashiwa Reysol
- Finaliste de la Coupe du Japon en 2008 avec le Kashiwa Reysol